# اسلام بی‌بی
اسلام بی‌بی (به پشتو: د اسلام چاچی‎) (زاده ۱۹۷۴ – ۴ ژوئیهٔ ۲۰۱۳) افسر پلیس افغانستان در ولایت هلمند بود. او بلندپایه‌ترین پلیس زن افغانستان در دوران خود بود و عملیات‌های ضد طالبان را رهبری می‌کرد و به عنوان یکی از پیشگامان در مبارزه برای فمینیسم در افغانستان محسوب می‌شود.
او تهدیدهای بی‌شماری برای مرگ دریافت کرده بود و سرانجام در ۴ ژوئیه ۲۰۱۳ ترور شد.

## زندگی
اسلام بی‌بی در سال ۱۹۷۴ در کندز به دنیا آمد. وی هنگامی که طالبان در دهه ۱۹۹۰ کنترل افغانستان را در دست گرفتند، به ایران پناهنده شد و در سال ۲۰۰۱ به افغانستان بازگشت. پس از آن به خانه‌داری مشغول بود اما در برابر اراده خانواده‌اش به نیروهای پلیس پیوست. این باعث شد که برادرش سعی کند او را بکشد زیرا او می‌خواست نام خانوادگی خود را حفظ کند.
اسلام بی‌بی در سال ۲۰۰۳ به نیروی پلیس پیوست و به سرعت به سمت ستوان دومی ارتقا داده‌شد که مستقیماً به رهبری گروه تحقیقات جنایی دست یافت که یک موفقیت خارق‌العاده بود. او در آن زمان بالاترین مقام پلیس زن در افغانستان را در اختیار داشت که تهدیدهای زیادی برای مرگ دریافت کرد. وی یکی از بزرگ‌ترین اسکادران‌های زن پلیس در افغانستان را هدایت کرد که به دنبال طالبان و بمب‌گذاران انتحاری پنهان در برقع می‌گشتند. آنها اولین مأمورانی بودند که در هنگام جستجو در مناطقی که مأموران پلیس مرد اجازه ورود نداشتند، وارد خانه می‌شدند. آنها به عنوان افسران پلیس صورت خود را با روسری‌های سیاه می‌پوشانند، چکمه‌های ضخیم می‌پوشند، و در برخی موارد پوشیدن لباس فرم مردانه را انتخاب می‌کنند. دیده‌بان حقوق بشر می‌گوید، افسران پلیس زن اغلب آزار جنسی و سوءاستفاده لفظی توسط همتایان مرد خود را تجربه می‌کنند، بخشی از این دلیل است که حتی از امکانات اولیه برخوردار نیستند. سرویس بهداشتی زنان در تمام مراکز پلیس در افغانستان بسیار کم است و زنانی که از دستشویی مردان استفاده می‌کنند بسیار در معرض آزار و اذیت قرار دارند.

## مرگ
صبح روز چهارم ژوئیه ۲۰۱۳ اسلام بی‌بی هنگامی که خانه خود را ترک می‌کرد مورد اصابت گلوله قرار گرفت. وی هنگام رانندگی با موتور سیکلت با داماد خود در لشکرگاه، مرکز ولایت هلمند، مورد حمله قرار گرفت. اسلام بی‌بی زخمی شد و بر اثر جراحات در اورژانس بیمارستان درگذشت. او ۶ فرزند داشت.